# Francis Fesq
Francis Fesq, né le 13 septembre 1851 à Aurillac (Cantal) et mort le 18 août 1928 à Aurillac, est un homme politique français.

## Biographie
Médecin à Aurillac, il est maire d'Aurillac de 1881 à 1911 et conseiller général du canton d'Aurillac-Sud de 1893 à 1913. Il est également directeur de l'hôpital psychiatrique en 1888.
Il est député du Cantal de 1910 à 1914, inscrit au groupe de la Gauche démocratique.